# Вьюнище (Могилёвская область)
Вью́нище (бел. Ую́нішча) — деревня в Глусском районе Могилёвской области Республики Беларусь. В составе Козловичского сельсовета.

## Население

### Численность
- 2009 год — 3 жителей

### Динамика
- 2009 год — 3 жителей (перепись населения)

## Достопримечательность
- Стоянка, селище в правобережье р. Бежица на возвышенности в урочище Городок, 1 км к западу от деревни Вьюнище —  Историко-культурная ценность Республики Беларусь, шифр 513В000430.